# Gemeindeverwaltungsverband Lenningen
Der Gemeindeverwaltungsverband Lenningen ist ein Gemeindeverwaltungsverband im Landkreis Esslingen in Baden-Württemberg.

## Geschichte
Die Gründung des Verbands erfolgte 1975. Sitz des Verwaltungsverbands ist Lenningen.

## Mitgliedsgemeinden
- Lenningen
- Owen
- Erkenbrechtsweiler

## Aufgaben
Einzige Aufgabe des Gemeindeverwaltungsverbands ist die Aufstellung des Flächennutzungsplans als vorbereitende Bauleitplanung. Der Verband gibt außerdem das gemeinsame Mitteilungsblatt „Unser Amtsblättle“ heraus.

## Verbandsvorsitzender
Verbandsvorsitzender ist der Bürgermeister der Gemeinde Lenningen.